# Gare de Glencoe
La  gare de Glencoe à Glencoe, en Ontario, est desservie par Via Rail Canada.